# Eupastranaia fenestrata
Eupastranaia fenestrata är en fjärilsart som beskrevs av Ménétriès 1863. Eupastranaia fenestrata ingår i släktet Eupastranaia och familjen Crambidae. Inga underarter finns listade i Catalogue of Life.